# Chinesisch-Europäisches Institut für Saubere und Erneuerbare Energie

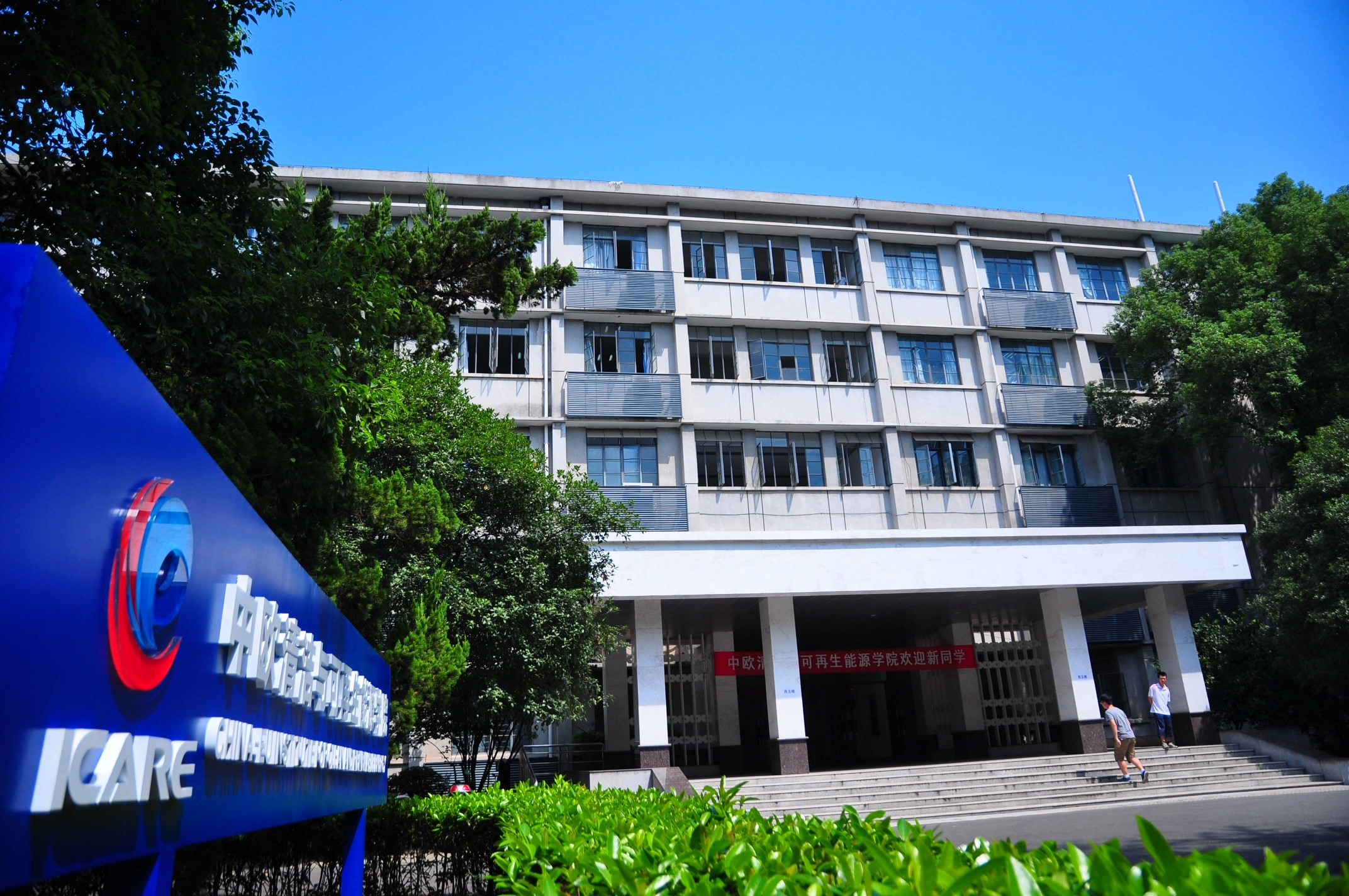
Das ICARE Institut für Saubere und Erneuerbare Energie

Das Chinesisch-Europäische Institut für Saubere und Erneuerbare Energie (CE-ICARE; Englisch: China-EU Institute for Clean and Renewable Energy; Chinesisch (vereinfacht): 中欧清洁与可再生能源学院) ist ein Lehr- und Forschungsinstitut in Wuhan, Volksrepublik China, an der Universität für Wissenschaft und Technik Zentralchina (HUST). Es wurde im Juli 2010 gegründet. Das ICARE ist das dritte chinesisch-europäische Institut, das in China geschaffen wurde, nach der China-EU International Business School in Shanghai im Jahr 1984 (als China-EC Management Institute) und der China-EU School of Law in Peking, gegründet 2008. Das ICARE-Projekt ist für fünf Jahre von der EU und der Chinesischen Regierung finanziert.
Die Gründung folgt einer Vereinbarung, die 2009 von der Europäischen Kommissarin für Außenbeziehungen, Benita Ferrero-Waldner, und dem chinesischen Minister für Außenhandel, Gao Hucheng, im Rahmen der Chinesisch-Europäischen Zusammenarbeit im Klimaschutz und der Bekämpfung des Klimawandels unterzeichnet wurde.
Das Ziel der Organisation ist es, die chinesische Regierung bei der Umsetzung von Maßnahmen zur Reduktion des Primärenergieverbrauches und der CO2-Emissionen mit Hilfe von Erneuerbaren Energien und durch Energieeffizienz zu Unterstützen.

## ICARE-Institut
Das ICARE-Institut dient als universitäre Lehreinrichtung für Studenten sowie als Weiterbildungszentrum für Fachpersonal aus China. Es wurde mit dem Ziel gegründet, die führende Einrichtung für Energieeffizienz und Erneuerbare Energie in China zu werden. Das ICARE wird unterstützt durch ein Konsortium von Hochschuleinrichtungen, das aus sieben europäischen Mitgliedern in fünf Ländern sowie drei chinesischen Mitgliedern besteht:
- Frankreich
  - ParisTech (vier der zwölf Schulen der ParisTech),
    - Mines ParisTech (Projektkoordinator),
    - École polytechnique,
    - Chimie ParisTech,
    - ENSTA ParisTech.

  - Universität Perpignan,
  - French International Office for Water (IOWater)

- Spanien
  - Universität Saragossa

- Vereinigtes Königreich
  - Northumbria University

- Griechenland
  - Nationale Technische Universität Athen

- Italien
  - Universität La Sapienza

- China
  - Universität für Wissenschaft und Technik Zentralchina in Wuhan
  - Wuhan University of Technology in Wuhan
  - Universität Südostchinas in Nanjing

## Angebotene Programme

### Master für Saubere und Erneuerbare Energie
Es handelt sich um ein Doppelmasterprogramm, das aus dem Master für Energietechnik und Energiewissenschaft der Universität für Wissenschaft und Technik Zentralchina (HUST) und dem Master für Saubere und Neue Energie der ParisTech (CARE)
besteht. Voraussetzung ist ein Bachelorabschluss in einer Ingenieurwissenschaft oder einer verwandten Naturwissenschaft. Die Kurse am ICARE werden in englischer Sprache von Dozenten aus Europa und China gegeben, die an ihrer Heimatuniversität ausgewiesene Experten auf ihrem Fachgebiet sind. Zu den Unterrichtsfächern gehören Solarenergie, Windenergie, Biomasse, Geothermie, Wasserstoff und Energiespeicher und Energieeffizienz. Außerdem gibt es ein sechsmonatiges Praktikum in Forschungseinrichtungen in Europa oder China, in dem die Studenten erlerntes Wissen mit praktischer Erfahrung verknüpfen. Zurzeit sind 160 Studenten in den Master eingeschrieben (Stand: März 2013). Der erste Studienjahrgang erhält am 15. März 2013 seinen Doppelmasterabschluss.

### Weiterbildungen für Fachleute aus der Energiebranche
Das ICARE hat eine Plattform für Weiterbildungen eingerichtet, um dem Bedarf heimischer und internationaler Unternehmen an professionellem Training ihrer Mitarbeiter (Entscheidungsträger, Ingenieure etc.) auf dem Gebiet der Sauberen und Erneuerbaren Energie Rechnung zu tragen. Zu diesem Zweck entwickeln Experten aus den zugehörigen Partnerhochschulen maßgeschneiderte Programme. Die erste Veranstaltung fand an drei Tagen im Januar 2013 statt und behandelte das Thema „Technologien in der Photovoltaik“.

## Forschungsplattform
Zurzeit wird eine Forschungsplattform am ICARE eingerichtet, um den Austausch und von Doktoranden zwischen europäischen und chinesischen Universitäten und deren Betreuung zu ermöglichen. Außerdem soll die Forschungsplattform den Kontakt und wissenschaftlichen Austausch zwischen chinesischen und europäischen Dozenten, die zum Unterrichten ans ICARE kommen, fördern sowie gemeinsame Forschungsprojekte ermöglichen. Führende Experten auf dem Gebiet der Sauberen und Erneuerbaren Energie geben regelmäßige Konferenzen am ICARE.